# حي النصر (الأردن)
حي النصر (بالإنجليزية: Nasr area)‏ هو واحد من أحياء  العاصمة عمان، الأردن.